# Zitatensammlung
Eine Zitatensammlung, auch Zitatenschatz oder Ana genannt, ist eine Sammlung von Zitaten.
Die bedeutendste deutschsprachige Zitatensammlung stellt der Büchmann dar. Georg Büchmann gab 1864 erstmals die Sammlung „geflügelter Worte“ heraus, die seitdem ständig aktualisiert wird und in mehr als 40 Auflagen erschienen ist.
Im Internet gibt es unzählige Online-Projekte, die Zitate mehr oder minder bekannter Persönlichkeiten zusammentragen. Auf Wiki-Basis operiert das Wikimedia-Projekt Wikiquote, das eine freie Zitatensammlung in verschiedenen Sprachen erstellen möchte.

## Zitatensammlungen im Urheberrecht
Bei Sprüchen von Prominenten ist in vielen Fällen die urheberrechtlich geforderte Schöpfungshöhe nicht erreicht. Anders verhält es sich bei Zitaten aus literarischen Werken, deren Urheber noch keine 70 Jahre tot ist (Regelschutzfrist, z. B. bei Aphorismen).
Das Zitatrecht gestattet es nicht, ohne Zustimmung der Rechteinhaber eine reine Sammlung von Zitaten zu veröffentlichen. Dies hat der Bundesgerichtshof in seinem Urteil vom 22. September 1972 (Az. I ZR 6/71 = GRUR 1973, 216 – Handbuch moderner Zitate) entschieden. Der Leitsatz lautete:
Für die Aufnahme urheberrechtlich geschützter Textstellen in eine sogenannte Zitatensammlung, bei der sich der eigenpersönliche Beitrag des Herausgebers einer solchen Zusammenstellung im Wesentlichen in der Auswahl und Gliederung des Entlehnten erschöpft, bedarf es der Erlaubnis der Inhaber des Urheberrechts an den entlehnten Textstellen.
Obwohl das Urteil bereits (2006) über 30 Jahre alt ist (und das Oberlandesgericht Hamburg zuvor ganz anders geurteilt hatte), kann man weder der jüngeren Rechtsprechung noch der juristischen Kommentarliteratur ein Abweichen von dem damals aufgestellten Grundsatz entnehmen. Dies betonte auch ein für Wikimedia erstelltes Kurzgutachten.
So entschied 1990 das Oberlandesgericht München 6. Zivilsenat mit Urteil vom 11. Januar 1990 (Az.: 6 U 5807/89):
1. UrhG § 51 Nr. 2 ist als Ausnahmevorschrift eng auszulegen. Nach dieser Bestimmung sind Zitate zulässig, wenn die Stelle eines Werks nach der Veröffentlichung in einem selbständigen Sprachwerk angeführt wird, d. h., es muß ein selbständiges Werk i. S. von UrhG § 2 Abs. 1 und UrhG § 2 Abs. 2 und ein Sprachwerk i. S. von UrhG § 2 Abs. 1 Nr. 1 vorliegen. 2. Werden in einem Sonderheft einer Monatszeitung einzelne Zitate als Beiträge ohne irgendwelche verbindenden Texte nebeneinandergestellt, ist das zitierende Werk als Sammelwerk nicht selbständig, sondern vom zitierten Werk abhängig. Diese Abhängigkeit ist (hier) darin zu sehen, daß die Zitate als Beiträge zu dem Heft verwendet werden im Sinne von selbständigen Beiträgen einzelner Autoren zu einer Zeitschrift. (NJW 1990, 2003–2004)
Im vom Bundeskabinett verabschiedeten Referentenentwurf für den zweiten Korb der Urheberrechtsreform heißt es im § 51 nunmehr: Zulässig ist die Vervielfältigung, Verbreitung und öffentliche Wiedergabe eines veröffentlichten Werkes zum Zweck des Zitats, sofern die Nutzung in ihrem Umfang durch den besonderen Zweck gerechtfertigt ist. Dies würde allerdings sicher keine allgemeine Freigabe von Zitatensammlungen bedeuten, wenngleich nicht-kommerzielle Projekte mit klarem Bildungsauftrag davon vielleicht doch profitieren könnten.
Ende 2003 wurden nicht wenige Zitateseiten im Internet von den Rechteinhabern der Werke von Erich Kästner (gemeinfrei ab 1. Januar 2045) mit anwaltlichen Maßnahmen konfrontiert; 2008 wurden Abmahnungen wegen Zitaten von Karl Valentin (gemeinfrei ab 1. Januar 2019) bekannt.